# Rock à Lyon
Rock à Lyon retrace l'histoire du rock à Lyon en France à partir des années 1960 ceci dans tous les aspects de ce courant musical : punk rock, metal, pop et cold wave.

## Histoire du rock à Lyon
Le rock lyonnais commence à représenter une vraie scène locale vers les années 1965/69 avec des groupes comme Jimmy & les King Bees, les Carlbury's et quelques autres. L'honneur suprême consiste à l'époque à jouer en première partie des Beatles (22 juin 1965) ou des Rolling Stones (mars 66) notamment au Palais d'Hiver, seule salle pouvant accueillir jusqu'à 3000 personnes. La plupart des nombreux groupes ne joue que des reprises (les Gloria, Route 66, Cadillac, etc.). 
En 1962, le Palais d'Hiver est victime d'un incendie. À la suite des travaux et de l'inauguration du nouveau Palais en 1963, l'annexe de la salle est baptisée West-side club, un club destiné aux jeunes de 16 à 21 ans pour écouter, pratiquer, concourir pour passer dans des émission radio ou télé et échanger autour de la musique. Les groupes de chansons rock et Yéyé ont trouvé leur tremplin.

### La vague rock des années 1970-80
À la fin des années 1970 la nouvelle vague lyonnaise fait parler d'elle avec des groupes plus ou moins liés aux mouvements punk et new wave comme les Starshooter, Tintin Reporter, Marie et les Garçons ou Electric Callas et Katolics Primitive Sound qui contrairement aux groupes précédents chantent généralement leurs propres compositions et non des reprises de groupes connus. À côté de cette scène, on assiste du côté de Givors à l'émergence de groupes davantage tournés vers le blues rock et le boogie-woogie tels que Ganafoul ou Factory.

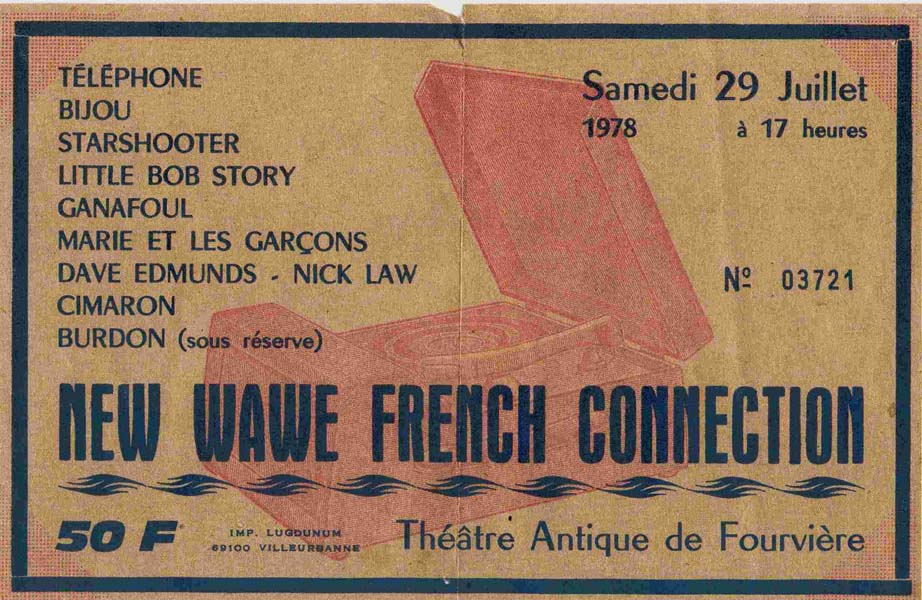
Ticket du concert du 29 juillet 1978

La région lyonnaise est de plus en plus reconnue comme un lieu fort du rock français à tel point que Libération évoque en juin 1978 dans un article que « l’impulsion du punk a fait de Lyon, une des métropoles européennes du rock ». Le journal évoque également la soirée New wave French connection le samedi 29 juillet 1978 au théâtre antique de Fourvière, en soutien à la salle du Rock'n'Roll Mops menacée de fermeture.  Cette soirée qui fait date dans l'histoire du rock à Lyon regroupe de nombreux artistes comme Bijou, Téléphone et Little Bob Story dont des groupes locaux comme Starshooter, Ganafoul ou Marie et les Garçons et a réuni plus de 5 000 spectateurs. Cependant, les festivals comme les salles rencontrent des problèmes de sécurité et se terminent avec de nombreux blessés, tel le festival Fourvière 79 et de nombreux concerts sont annulés et le nombre de salle est restreint.
Au début des années 1980, la réputation de la scène new wave lyonnaise dépasse largement les frontières régionales avec des groupes comme Katolics Primitive Sound qualifié en référence à l'émergence de la Cold Wave de groupe le plus glacial de France par le directeur artistique du label RCA, mais aussi International Sin, l'Enfance Éternelle, Aurelia Kreit, Gestalt, Und So Weiter, K-Nuts, Overdoose,Gnillik,Collections, Profession Rocker, Mouvement Perpétuel, Haine Brigade ou Le Voyage de Noz, tandis que dans le même temps le groupe Elea composé de Patrick et Dominique TANZILLI et Alain GUERCI ouvre la voie du rock avec Carte de Séjour, le groupe de Rachid Taha, qui lui ouvre la voie du rock pluri-culturel en France[réf. nécessaire].

### Les années 90 et 2000
Les années 90 sont marquées par une scène noise rock lyonnaise qui parvient à imprimer sa marque dans tout l'hexagone. Les groupes Condense, Sourire Kabyle, Bästard, Deity Guns, Parkinson Square, X-Kicks, syoodj ont marqué une génération et permis qu'une véritable culture noise s'enracine à Lyon et ses environs. Le Pez Ner (salle mythique et éphémère de Villeurbanne) ou encore le label SK Records (Bananas at the Audience, Kabuki Buddah, Ned, DOPPLeR) ont participé au tournant des années 1990 au développement de cette scène.
À la fin des années 1990, c'est le groupe Prohom qui innovera avec succès en mélangeant chanson rock et électro.
Au cours des années 2000, la scène lyonnaise voit émerger, autour du label Jarring Effects des artistes comme Le Peuple de l'Herbe, High Tone ou Meï Teï Shô qui contribuent à répandre en Europe un son à l'identité électronique bien prononcée.

### Les années pop rock
À partir de 2006, une nouvelle scène pop rock est aussi en plein effervescence avec des groupes comme Fireball F.C, Deja vu (groupe français), Music Is not Fun, A*Song, The Purple Lords, Welling Walrus, PM's Better (pour Pop Music is Better), Jina, Doctor Pepper's ou des individualités marquantes comme Vale Poher (remarquée à Paris au festival Les femmes s'en mêlent) et Scalde. Et avec le soutien actif d'associations comme Médiatone, Lyon in rock, Dandelyon (qui révéla entre autres Coming soon ou encore Red Castle Addiction), Honey Pie records ou encore Echo Orange. Sans oublier le trio glam rock Triste Sire (Découverte Printemps de Bourges 2007)[réf. nécessaire] qui délivre une musique hors-norme, la power pop enragée de Devolt, ou encore Doberman [crew] et son hardcore-punk-rap français sans concession.

### La scène metal
La scène metal lyonnaise, assez dynamique, bénéficie de la proximité avec des pays comme l'Allemagne, la Suisse et l'Italie, plus ouverts au genre. On peut citer, entre autres, de nombreux groupes de qualité comme Stereotypical Working Class, Shaïn, Q-mynd, Counterfeit, Troides Priamus Hecuba, Sterenno, Douze 33 ou encore Aanima, le groupe Kells (plutôt nu metal symphonique), Radio Metal, l'association Femâle (organise le concert éponyme), le label Savage Prod.
Avec des projets comme Operation Of The Sun, TAT, Rosenkreuz, Stolearm, Red City Noise ou encore Vadi Starh, la scène rock lyonnaise offre également un choix de groupes de musique industrielle, électro voire noise.
Les MJC de Lyon et de l'ouest lyonnais sont aussi impliquées dans l'aide aux petits groupes qui essaient de se faire connaitre en jouant dans de petits concerts ou petits bars.

## Les salles et les festivals
Depuis 1989, la principale salle lyonnaise est Le Transbordeur (qui a en quelque sorte remplacé le Palais d'Hiver de jadis), tandis que les très grands concerts sont accueillis à la Halle Tony-Garnier. Il faut citer aussi le Ninkasi Kao, le CCO (Villeurbanne) l'Épicerie Moderne (à Feyzin), le Pez Ner (salle éphémère de Villeurbanne fermée en 2002), le Glob (fermé depuis), Le Rail Théâtre (fermé depuis) et la vénérable Bourse du travail qui continue à accueillir quelques concerts. Il existe également pas mal de lieux/clubs de tailles différentes dont le Marché Gare, le Trokson, les Capucins, Le Kraspek Myzik, Grrrnd Zero, etc. Des péniches accueillent également des concerts : Sonic, Le Sirius, La Marquise...
- Palais d'Hiver (fermé en 1988)
- West-side club (fermé)
- Rock'n'Roll Mops (fermée en 1978)
- L'auditorium de l'ENTPE (Vaulx-en-Velin)
- Pez Ner (1996-2002)
- Le Transbordeur (Lyon-Villeurbanne)
- Bourse du travail de Lyon (Lyon 3e)
- Halle Tony-Garnier (Lyon 7e)
- Ninkasi Kao (Lyon 7e)
- L'Épicerie Moderne (Feyzin)
- CCO de Villeurbanne
- Le Marché Gare (Lyon 2e)
- Grrrnd Zero (Vaulx-en-Velin)
- Rock n'Eat

## Liste des artistes et groupes
- Affection place
- Aurélia Kreit
- Collections
- Carte de séjour (groupe)
- Climaxx[11]
- Darwells[12]
- Deja vu (groupe français)
- Elea
- Electric Callas
- Factory (groupe)
- Ganafoul
- Gestalt
- Gnillik
- Haine Brigade
- Hexa Gones
- Homeland
- Jimmy & les King Bees
- K-Nuts
- Kanabæ
- Katolics Primitive Sound
- Killdozer
- Les Carlbury's
- L'Enfance Éternelle
- Le Voyage de Noz
- MANGO LOCO
- Los Mescaleros
- Marie et les Garçons
- Mouvement Perpétuel
- Mütterlein
- Overdoose
- Overmars
- Profession Rocker
- Première Ligne
- PLAIN STREET
- Starshooter
- RCP
- Silly Twats
- Tintin Reporter
- Und So Weiter
- Venin Carmin
- Rosenkreuz

### Liste des labels
- Bigoût Records